# Cantalice
Cantalice ist eine Gemeinde in der Provinz Rieti in der italienischen Region Latium mit 2439 Einwohnern (Stand 31. Dezember 2023). Sie liegt 90 km nordöstlich von Rom und 12 km nördlich von Rieti.

## Geographie
Cantalice liegt in den Bergen der Reatinischen Abruzzen am Fuße des Monte Terminillo (2216 m).
Cantalice ist Mitglied der Comunità Montana Montepiano Reatino.
Die Nachbarorte sind Leonessa, Micigliano, Poggio Bustone und Rieti.

## Bevölkerungsentwicklung
| Jahr      | 1861 | 1881 | 1901 | 1921 | 1936 | 1951 | 1971 | 1991 | 2001 |
| Einwohner | 2018 | 2254 | 2695 | 3098 | 3398 | 3458 | 2624 | 2753 | 2875 |

Quelle: ISTAT

## Politik
Seit 2014 ist Silvia Boccini (Lista Civica: Uniti Per Cantalice) Bürgermeisterin. Sie wurde am 26. Mai 2019 wiedergewählt.

## Töchter und Söhne der Gemeinde
- Felix von Cantalice (1515–1587), Kapuziner und Heiliger